# گابریل فرناندز
گابریل فرناندز (انگلیسی: Gabriel Fernández؛ زادهٔ ۱۳ مهٔ ۱۹۹۴) بازیکن فوتبال اهل اروگوئه است. او در پست مهاجم برای باشگاه خوارز در لیگ دسته برتر فوتبال مکزیک به صورت قرضی از باشگاه سلتاویگو اسپانیا بازی می‌کند.